# Sturzkampfgeschwader 165
La Sturzkampfgeschwader 165 (St.G.165) (165e escadron de bombardement en piqué) est une unité de bombardements en piqué de la Luftwaffe pendant la Seconde Guerre mondiale.

## Opérations
Le St.G.165 a mis en œuvre principalement des avions Arado Ar 65, Heinkel He 51, Henschel Hs 123 et Junkers Ju 87B.

## Organisation

### Stab. Gruppe
Le Stab./St.G.165 est formé le 1er octobre 1937 à Kitzingen.

Le 1er mai 1939, le Stab/St.G.165 est renommé Stab/St.G.77.

Geschwaderkommodore (Commandant de l'escadron) :
| Début             | Fin               | Grade          | Nom                       |
| ----------------- | ----------------- | -------------- | ------------------------- |
| 1er octobre 1936  | 1er novembre 1938 | Oberstleutnant | Eberhard Baier            |
| 1er novembre 1938 | 1er mai 1939      | Major          | Günter Schwartzkopff (de) |

### I. Gruppe
Formé le 1er avril 1936 à Kitzingen avec :
- Stab I./St.G.165 nouvellement créé
- 1./St.G.165 nouvellement créé
- 2./St.G.165 nouvellement créé
- 3./St.G.165 nouvellement créé

Le 1er juin 1399, le I./St.G.165 est renommé I./St.G.77 avec :
- Stab I./St.G.165 devient Stab I./St.G.77
- 1./St.G.165 devient 1./St.G.77
- 2./St.G.165 devient 2./St.G.77
- 3./St.G.165 devient 3./St.G.77

Gruppenkommandeure (Commandant de groupe) :
| Début              | Fin              | Grade     | Nom                                                     |
| ------------------ | ---------------- | --------- | ------------------------------------------------------- |
| 1er avril 1936     | 1er octobre 1936 | Major     | Werner Junck                                            |
| ?                  | ?                | ?         | ?                                                       |
| 1er septembre 1937 | 31 janvier 1939  | Major     | Oskar Dinort (en)                                       |
| 1er février 1939   | 1er mai 1939     | Hauptmann | Friedrich-Karl Freiherr von Dalwigk zu Lichtenfels (en) |

### II. Gruppe
Formé le 1er avril 1937 à Schweinfurt avec :
- Stab II./St.G.165 nouvellement créé
- 4./St.G.165 nouvellement créé
- 5./St.G.165 nouvellement créé
- 6./St.G.165 nouvellement créé

Le 1er mai 1939, le II./St.G.165 est renommé II./St.G.77 avec :
- Stab II./St.G.165 devient Stab II./St.G.77
- 4./St.G.165 devient 4./St.G.77
- 5./St.G.165 devient 5./St.G.77
- 6./St.G.165 devient 6./St.G.77

Gruppenkommandeure :
| Début          | Fin          | Grade     | Nom                                         |
| -------------- | ------------ | --------- | ------------------------------------------- |
| ?              | ?            | ?         | ?                                           |
| Septembre 1937 | 1er mai 1939 | Hauptmann | Graf Clemens von Schönborn-Wiesentheid (en) |

### III. Gruppe
Formé le 1er mai 1939 à Fürstenfeldbrück  avec :
- Stab III./St.G.165 nouvellement créé
- 7./St.G.165 nouvellement créé
- 8./St.G.165 nouvellement créé
- 9./St.G.165 nouvellement créé

Le 1er mai 1939, le III./St.G.165 est renommé Stab III./St.G.51 avec :
- Stab III./St.G.165 devient Stab III./St.G.51
- 7./St.G.165 devient 7./St.G.51
- 8./St.G.165 devient 8./St.G.51
- 9./St.G.165 devient 9./St.G.51

Gruppenkommandeure :
| Début          | Fin          | Grade     | Nom        |
| -------------- | ------------ | --------- | ---------- |
| 1er avril 1937 | 1er mai 1939 | Hauptmann | Anton Keil |